# Solange
Solange är Willy Kyrklunds genombrottsroman, som kom ut år 1951. Den kan betecknas som en modern kärlekshistoria om drömmerskan Solange som förälskar sig i förnuftsmänniskan Hugo. Spänningen mellan huvudpersonerna är central i boken. Boken är, som de flesta av Kyrklunds romaner, mest filosofiskt av innehåll och ”tunn men tät”. Solange är Kyrklunds mest kända bok och en av hans mer lättillgängliga.

## Handling
Romanen handlar om den unga kvinnan Solange och hennes kärlek till Hugo. I början beskrivs hon som en sorglös liten flicka som älskar att dagdrömma och dansa, tills hon krockar med verkligheten i form av en bister tant som påstår att Solange ”inte kan hålla takten”. I bokens nästa avsnitt arbetar den unga kvinnan som kontorsbiträde. Hennes subjektiva drömvärld gör henne föga arbetsduglig i ett genomrationaliserat samhälle som regeras av ekonomiskt snusförnuft. Men Solange blir lycklig igen när hon förälskar sig i arbetskamraten Hugo. Fast deras livshållningar är mycket olika blir de ett par, gifter sig, får barn och lever tillsammans i ett tidstypiskt äktenskap där Solange tar hand om hem och barn medan Hugo tjänar livsuppehället. Bokens andra del visar Solanges frustrationer i äktenskapet och hennes konflikter med Hugo: konflikter mellan längtan och förnuft, radikal subjektivitet och samhällsnorm. Romanen slutar med att Solange går ut i skogen och förvandlas till "en tuva starrgräs", en metamorfos som måste tolkas som att hon tar livet av sig.

## Titeln
Romanens titel är huvudpersonens namn: Solange. I en inledande kommentar skriver berättaren att Solange är ”den älskades namn”. Det är dock inte säkert vem det är som älskar Solange: perspektivet är nog författarens och knappast Hugos. På franska betyder Solange "jord-ängel" (fr. sol-ange) vilket överensstämmer med hennes personlighet. Som ett utländskt namn antyder Solange dessutom huvudpersonens främlingskap i det svenska samhället. Kyrklund hade ett stort intresse för människor som ”inte får plats i strukturer”. Exempel utöver Solange är Medea i pjäsen Medea från Mbongo från 1966 och Polyfem som är huvudperson i romanen Polyfem förvandlad från 1964. Romanens titel tyder på teman av kärlek och känslan av att stå mellan två världar.[källa behövs]

## Tema

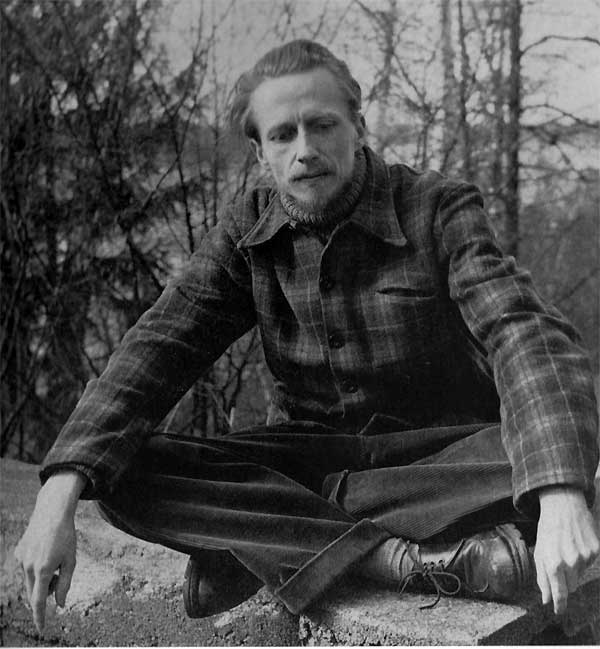
Författaren av romanen Solange, Willy Kyrklund, omkring 1960.

I Kyrklunds verk är det ofta inte handlingen som är det viktigaste, utan filosofin bakom handlingen. I Solange gestaltar Kyrklund ett av sina återkommande filosofiska teman: motsatsen mellan människan och människans villkor. En människa är, enligt Kyrklund, både en individ och samtidigt en del av den natur och det samhälle som styr henne. Naturen själv består också av motsatser som exempelvis ljus och mörker. De här motsatserna styr spänningen i Kyrklunds verk och man kan också se dem i till exempel Tvåsam.

### Solange och Hugo
Ett exempel av motsatserna i Solange är personerna som har motsatta personligheter. Solange skildras som drömmande och klumpig och när hon arbetar på ett kontor är hon likgiltig för sina prestationer. Hon försöker att glömma dagens arbete. Den verklighet som representeras av hennes arbete och stadsmiljön kallas för ”kvällsminnen”. Den står i stor kontrast till söndagsminnena, det tillstånd som Solange alltid vill leva i. Solanges förhållande till sitt arbete beskrivs samtidigt realistiskt och ironiskt:
| ”                           | Färgband finns i lådan. Hon famlade över bordet till vänster, där låg ingenting. Mitt på bordet låg en stor bunt papper. Jag borde kanske byta färgband, tänkte hon. Jag måste skynda mig, jag måste försöka skynda mig, om jag lovar mig själv att skynda mig...att byta färgband är snart gjort, men det behövs nog inte än. Den fjärde väggen i rummet är av glas. | „ |
| – Kyrklund, Solange, s. 85. | |   |

Hugo beskrivs inte lika utförligt. Han talar sällan om sina känslor. Ett signifikant undantag är när han berättar för Solange om sin barndom: Han hävdar att han aldrig har varit barn. Han berättar också om när han uppfann en trollstav: När trollstaven inte kunde skapa de pengar som familjen behövde, förlorade han sitt förtroende i trollkonsten.
Solange är en symbol för konsten och drömmen: hon vill ”hålla dröm och sårbarhet levande” men hon är fångad i den rationella världen fylld av ”femtiotalsvardagens praktiska realiteter”. Hugo står för den här rationaliteten och följer ”underkastelsens strategi” medan han har gett upp sina drömmar. Han har en ”självförnekande överlevnadshållning”.
De motsatta polerna som man ser i personerna längtar efter att komma nära varandra och försöker att överbrygga klyftan mellan dem. Även om det finns stora motsatser i Kyrklunds verk, så leks det också med motsatserna. Detta yttrar sig i boken Solange t.ex. i motsatsen mellan Solanges vilja att leva och Hugos vilja att överleva. Den här motsatsen ser man i den här dialogen mellan Solange (som talar först) och Hugo:
| ”                           | - Men jag vill leva! inte överleva - jag vill leva mitt liv, mitt enda liv! - Det är ingalunda du som lever ditt liv. Det är livet som lever dig. Och när du är slutlevad så går livet vidare. | „ |
| – Kyrklund, Solange, s. 96. | |   |

### Självbiografiska aspekter
Willy Kyrklund kämpade för att forma sitt liv, gående mot de strukturer i samhället som hindrar en: kön, klass, men också språk, som kan sällan uttrycka exakt vad man vill säga. Den kamp kämpar också Solange, när hon, som livstörstig ung kvinna, förälskar sig i realisten Hugo. Solange vill leva, men Hugo vill bara överleva.

## Stil och genre

### Stil och struktur
Spänningarna på den tematiska nivån ser man också i romanens stil och struktur. Romanen består av tre huvuddelar: en första mer realistisk del om Hugo och Solange, en andra del om "det som icke hände", och en kortare del som liknar första delen. Första delen är stilmässigt hellre konventionell och realistisk. Andra delen däremot innebär en klyfta mellan det som berättas och det som är subtexten. Den är också full av språk- och stilexperiment. Det finns alltså en spänning mellan de två stora delarna: mellan konventionen och stilexperimentet. Dessutom spåras det en ironi i förhållandet mellan berättelsen och berättarens kommentarer. Delarna ett och två inleds av en kommentar om det som kommer att hända och på slutet av romanen finns det en kommentar till. Kommentaren på den andra delen av romanen är den mest ironiska då den säger att det som ska berättas inte har hänt.

### Genre
Motsatserna som hittas i bokens tema, leder till en dubbelhet som man också kan hitta i bokens genre. Fast den kallas roman står Solange på gränsen mellan olika genrer. Kyrklund leker med genrekonventionerna. Han överbrygger klyftan mellan de olika traditionella genrerna. Romanen är dramatisk både genom strukturen (den är uppbyggt i tre delar, som kan synas som akter) och genom andra delens dialogiska form. De poetiska elementen i romanen kan man se i den lekfulla gestaltningen av språket som exempelvis: 
| ”                            | Tomtebolycka i eget bo är livets a och o. Tomtebolycka må ingen förtycka vårt liv skall smycka. | „ |
| – Kyrklund, Solange, s. 112. |                                                                                                 |   |

Rimmet, som leder tanken till poesin, bryter här mot berättelsens episka flöde. Det motsatta förhållandet kan man hitta i följande exempel: 
| ”                            | (när dolkyxan grinar mot din hals då skrattar du icke när dolkyxan) | „ |
| – Kyrklund, Solange, s. 129. |                                                                     |   |

Berättelsen får här den yttre formen av en dikt utan att språket samtidigt gestaltas med hjälp av rytm och rim.

### Intertextualitet
Som i många andra verk bygger Kyrklund också i Solange sin berättelse på andra texter för att uppnå en ironisk effekt. Jesu liknelse om de visa och de fåvitska jungfrurna är ett exempel. Gud föredrar de visa jungfrurna, som är förutseende och väntar hela natten tålmodigt på frälsaren. Men Solange tänker inte så, hon vill vara fri att gå vart hon än vill.